# Trematopidae
Trematopidae es una familia de temnospodilidos.